# (39660) 1995 UU46
1995 يو يو 46 (ويعرف أيضًا باسم (39660) 1995 يو يو 46 وفق تسمية الكوكب الصغير) (بالإنجليزية: 1995 UU46)‏ هو كويكب ضمن حزام الكويكبات؛ وترتيبه 39660 من حيث الاكتشاف.
اكتُشف هذا الجُرم الفلكي بواسطة إيريك والتر إلست في 20 أكتوبر 1995.

## وصلات خارجية
- (39660) 1995 UU46 في قاعدة بيانات مختبر الدفع النفاث لأجرام النظام الشمسي الصغيرة

- الاكتشاف · مخطط المدار ·  العناصر المدارية · المعلمات المادية

- (39660) 1995 UU46 على موقع ويكي سكاي: DSS2, SDSS, GALEX, IRAS, Hydrogen α, X-Ray, Astrophoto, Sky Map, Articles and images